# غرباء من الجحيم
غرباء من الجحيم (بالكورية: 타인은 지옥이다)؛ هو مسلسل كوري جنوبي من بطولة ايم سي وان وإي دونغ ووك، تم عرض المسلسل في الفترة بين 31 أغسطس حتى 6 أكتوبر 2019.

## القصة
يروي المسلسل قصة شاب في العشرينيات من عمره ينتقل إلى سول بعد حصوله على تدريب في شركة. أثناء بحثه عن سكن، يعثر يون جونغ وو صدفةً على استوديو إيدن، وهو سكن جامعي رخيص ومشبوه، فيقرر البقاء فيه لضيق حاله. على الرغم من عدم سعادته بجودة المكان وسكانه غريبي الاطوار، بمن فيهم جاره سيو مون جو، إلا أنه يقرر التسامح معه حتى يوفر ما يكفي من المال للانتقال. لكن أحداثًا غامضة تبدأ بالحدوث في الاستوديو، مما يدفع جونغ وو إلى الخوف من سكانه.

## روابط خارجية
- غرباء من الجحيم على موقع IMDb (الإنجليزية)
- غرباء من الجحيم على موقع نتفليكس (الإنجليزية)
- غرباء من الجحيم على موقع كينوبويسك (الروسية)
- غرباء من الجحيم على موقع قاعدة بيانات الفيلم (الإنجليزية)